# Arsène Pigeolet
Arsène Pigeolet, né à Nivelles le 9 septembre 1814 et décédé à Bruxelles le 19 mai 1902, est un médecin, accoucheur, professeur à l'Université libre de Bruxelles dont il fut recteur en 1878-1879 et sénateur (Nivelles), dès 1878.
Après avoir commencé ses études à l'Université d'État de Louvain, il les termina à Bruxelles en 1845 avec la plus grande distinction.
Il obtint la bourse de voyage et visita les principales universités de France, d'Italie, d'Allemagne, de Hollande et d'Angleterre durant un périple qui dura de 1838 à 1841.
Il fut président de la Société royale des sciences médicales et naturelles.
Il fut chef de clinique à l'hôpital Saint-Pierre de 1850 à 1855.

## Publications
- Études sur la maladie de la hanche (thèse).
- Esquisse historique sur le bandage amidonné, 1840.

## Liens
- Ressource relative à la recherche :   - Académie royale de médecine de Belgique
- Notices d'autorité :   - VIAF
  - ISNI
  - Vatican